# Kevin Barry (écrivain)
Pour les articles homonymes, voir Kevin Barry (homonymie) et Barry.
Kevin Barry, né en 1969 à Limerick, est un écrivain irlandais.

## Œuvres

### Nouvelles
- There are Little Kingdoms (2007)
- Dark Lies the Island (2012)[1]

### Romans
- City of Bohane (2011)[2],[3]

- traduit en français sous le titre Bohane, sombre cité par Pierre Girard et Martin Tatum, Arles, France, Actes Sud, 2015, 326 p.  (ISBN 978-2-330-04807-5)
- Beatlebone (2015)

- traduit en français sous le titre L’Œuf de Lennon par Carine Chichereau, Paris, Buchet/Chastel, 2017, 352 p.  (ISBN 978-2-283-03027-1)